# Леваев, Саймон
Са́ймон Лева́ев (ивр. סיימון לבייב‎, урождённый Шимо́н Иегу́да Хаю́т (ивр. שמעון יהודה חיות‎), род. 27 сентября 1990, Бней-Брак) — израильский мошенник, осужденный за кражу, подлог и мошенничество. По данным The Times of Israel, только за период 2017—2019 годов он, используя схему Понци, выманил у жертв по всему европейскому континенту примерно 10 миллионов долларов. История его преступной деятельности получила широкую известность в 2019 году после публикации статьи под названием The Tinder Swindler журналистами-расследователями норвежского таблоида VG при поддержке израильского журналиста Ури Блау, а затем в 2022 году после выхода одноимённого документального фильма Netflix. В 2015 году он был приговорен к трём годам тюрьмы в Финляндии, а в 2019 году — к 15 месяцам тюрьмы в Израиле. По состоянию на 2019 год он по-прежнему разыскивается в нескольких странах за мошенничество.

## Биография
Шимон Хают родился в 1990 году в Бней-Браке в Израиле, к востоку от Тель-Авива. В возрасте 15 лет он переехал в Бруклин, Нью-Йорк в США с друзьями своей семьи, которые позже обвинили его в неправомерном использовании их кредитной карты. Согласно интервью, взятым Фелисити Моррис, Хают совершал мелкие мошеннические действия, такие как подделка чеков, с подросткового возраста. Позже он изменил свое имя с Шимон Хают на Саймон Леваев, используя фамилию Леваев, чтобы притвориться, что он родственник Льва Авнеровича Леваева, израильского бизнесмена, известного как «Бриллиантовый король».
В 2011 году Хаюту было предъявлено обвинение в краже, подделке документов и мошенничестве за обналичивание украденных чеков. Согласно сообщениям, он украл чековую книжку, принадлежащую одной семье, когда сидел с их ребёнком, и ещё одну, когда работал разнорабочим в их доме. Он так и не явился в суд и сбежал из страны через границу в Иорданию по поддельному паспорту под именем Мордехай Нисим Тапиро и скрылся в Европе. В 2012 году израильский суд предъявил ему обвинения в краже и подделке чеков, а также в том, что он оставил без присмотра пятилетнего ребёнка, с которым сидел. Находясь в Европе, он эксплуатировал нескольких женщин, используя имя Майкл Билтон. В 2015 году он был арестован в Финляндии и приговорен к трем годам тюрьмы за обман нескольких женщин. При аресте в Финляндии он заявил, что является израильтянином 1978 года рождения, и у него нашли два поддельных израильских паспорта, три поддельных водительских удостоверения, два поддельных разрешения на полеты в Израиль и пять поддельных кредитных карт American Express.
Досрочно отбыв наказание, он вернулся в Израиль, где в 2017 году ему было предъявлено новое обвинение и вынесен приговор. Однако, по данным The Times of Israel, он взял себе другую личность, сменив имя на Симон Леваев, и бежал из страны. Хают путешествовал по Европе, представляясь сыном израильского алмазного магната Льва Леваева, используя приложение для знакомств Tinder, чтобы связываться с женщинами под именем Леваева и обманом заставлять их одалживать ему деньги, которые он никогда не возвращал. Он очаровывал женщин пышными подарками и приглашал их на ужины на частных самолётах, используя деньги, которые он занимал у других женщин, которых ранее обманывал. Позже он делал вид, что на него напали «враги», часто отправляя одни и те же сообщения и изображения, притворяясь, что на его телохранителя напали, и просил своих жертв помочь ему финансово, при этом они часто брали банковские кредиты, чтобы помочь ему. Затем он использовал деньги, полученные в результате обмана, для привлечения новых жертв, работая по сути по схеме Понци. Позже он делал вид, что возвращает деньги своим жертвам, отправляя поддельные документы, показывающие фальшивые банковские переводы.
В 2019 году он был арестован в Греции после использования поддельного паспорта. Позже в том же году он был приговорен к 15 месяцам тюрьмы в Израиле, но был освобожден через пять месяцев в результате пандемии COVID-19. По данным The Times of Israel, в 2020 году он выдавал себя за медицинского работника, чтобы получить вакцину от COVID-19 раньше срока.
Хают также разыскивается Норвегией, Швецией и Великобританией за различные преступления, связанные с мошенничеством и подделкой документов.
В 2022 году Netflix выпустил документальный фильм «Аферист из Tinder», описывающий его историю, рассказанную некоторыми из его жертв. По данным The Washington Post, после выхода документального фильма компания Tinder запретила мошеннику пользоваться своим приложением. Через несколько дней после выхода документального фильма Леваев разместил в Instagram сообщение, в котором отрицал, что является мошенником, предположив, что он «снимался» для документального фильма Netflix, добавив, что «настало время дамам начать говорить правду».
22 апреля 2022 года в ряде СМИ появилось сообщения о том, что Саймон Леваев был арестован в Испании.